# Sisyrodonta ochrosidera
Sisyrodonta ochrosidera is een vlinder uit de familie van de Lecithoceridae. De wetenschappelijke naam van de soort en van het geslacht Sisyrodonta is voor het eerst geldig gepubliceerd in 1922 door Edward Meyrick.
De soort werd door Eric Mjöberg ontdekt in Kimberley (Australië).